# Каю Бонфін
Каю Олівейра ді Сена Бонфін (порт. Caio Oliveira de Sena Bonfim; нар. 19 березня 1991) — бразильський легкоатлет, який спеціалізується в спортивній ходьбі.

## Спортивні досягнення
Срібний олімпійський призер з ходьби на 20 кілометрів (2024).
Учасник змагань з ходьби на 20 кілометрів на трьох інших Олімпіадах — 37-ме місце у 2012, 4-те місце у 2016, 13-те місце у 2021. Був також 9-м у олімпійському зах́оді на 50 кілометрів на Іграх-2016.
Дворазовий бронзовий призер чемпіонатів світу з ходьби на 20 кілометрів (2017, 2023). Був також двічі шостим на цій дистанції на чемпіонатах світу (2015, 2022). Має в активі 7-ме місце в заході на 35 кілометрів на чемпіонаті світу (2022).
Посів 5-те місце в марафонському естафетному заході на командному чемпіонаті світу з ходьби (2024). Найвище місце, якого досягав в індивідуальній дисципліні на цих змаганнях, — 8-ме (на дистанції 20 кілометрів у 2016 та 35 кілометрів у 2022).
Двічі срібний (2019, 2023) та бронзовий (2015) призер Панамериканських ігор з ходьби на 20 кілометрів. Володар бронзової нагороди Панамериканських ігор у марафонському естафетному заході (2023).
Чемпіон Південноамериканських ігор з ходьби на 35 кілометрів (2022). Бронзовий призер цих Ігор на 20-кілометровій дистанції (2022).
Чемпіон Південної Америки з ходьби на 20000 метрів доріжкою стадіону (2013) та шосейної ходьби на 20 кілометрів (2012, 2020). Срібний призер чемпіонату Південної Америки з шосейної ходьби на 20 кілометрів (2022).
Чемпіон Бразилії з ходьби на 20000 метрів доріжкою стадіону (2012, 2022, 2024) та шосейної ходьби на 20 кілометрів (2013, 2016, 2017, 2018, 2019, 2020, 2021, 2023) та 35 кілометрів (2021, 2022, 2023).

## Дискваліфікація
Був дискваліфікований на 6 місяців (з березня по вересень 2018) за порушення антидопінгових правил.